# Caspar Gottschling
Caspar Gottschling (* 28. Februar 1679 in Lobendau, Fürstentum Liegnitz (heute Lubiatów, Ortsteil von Złotoryja); † 1739 in Brandenburg an der Havel) ein deutscher Pädagoge, Bibliothekar und Philologe. Er wirkte ab 1705 als Rektor an der Ritterakademie von Brandenburg an der Havel, ab 1709 als Adjunkt an der Universität Halle sowie ab 1710 als Rektor am Lyzeum von Brandenburg an der Havel.

## Leben

### Ausbildung und frühe Laufbahn
Caspar Gottschling war der Sohn eines gleichnamigen, in Lobendau als evangelischer Pfarrer wirkenden Vaters. Er besuchte die Lateinschule in Lauban und bezog dann die Universität Wittenberg, wo er Theologie, Philosophie, Geschichte und Medizin studierte. Da ihm aber die damals in Wittenberg herrschende Art und Weise nicht behagte, begab er sich nach der neugegründeten Universität Halle und erwarb sich hier eine gründliche Kenntnis der neueren Literatur sowie der englischen, französischen, spanischen und lateinischen Sprache.
1699 musste er auf Verlangen seines Vaters Halle mit Leipzig vertauschen, wo er die Magisterwürde erlangte und mehrere gelehrte Abhandlungen verfasste:
- De ratione cognoscendi seipsum, Leipzig 1700
- De voluptate erudita imprimis in sanctitatis studio hujus saeculi, Leipzig 1700
- De scriptoribus ethicis praecipue Gallis, Leipzig 1701

Gottschling hielt auch Vorlesungen über Geschichte und Literatur und schrieb seine Einleitung in die Wissenschaft guter und neuer Bücher (Dresden 1702; neue Auflage, ebd. 1713), ein zu jener Zeit ungewöhnlicher Stoff, wodurch er sich großes Ansehen erwarb. Bald danach erhielt er den Auftrag, einen jungen Mann aus einer hochstehenden Familie als Hofmeister nach Halle zu begleiten, wodurch ihm eine gewünschte Gelegenheit geboten wurde, an dieser Universität eine Lehrtätigkeit auszuüben. Er las über die Theorie der Schönen Künste, über Beredsamkeit und Geographie und gab unter dem Pseudonym Carl von Gaule seine Kurze Nachricht von dem heutigen Zustande des Königreichs Frankreich (Halle 1704) heraus.
Die philosophische Fakultät der Universität Halle schien entschlossen, Gottschling als Mitglied aufzunehmen, als er 1705 zum Rektor der neuerrichteten Ritterschule in der Mark Brandenburg gewählt wurde. Für diese Lehranstalt verfasste er seine Kurze Einleitung in die Herolds-Kunst (Brandenburg 1705; neue Auflage ebd. 1706 und 1746) und Chronologische und historische Tabellen des 16. und 17. Saeculi von den christlichen Kaisern, Königen in Portugal, Spanien, Frankreich und England (Brandenburg 1706 f.). Unter seiner Leitung blühte die Ritterschule zwar schneller auf als erwartet wurde; da ihm aber sein ohnehin beschwerliches Amt durch mancherlei Verleumdungen und ungerechten Tadel noch schwerer gemacht wurde, so nahm er 1708 seinen Abschied. Er rechtfertigte diese Handlungsweise in seinem Sendschreiben an den Herrn von Stranz von den Qualitäten eines adeligen Rektors, als er bei der Ritterschule seinen Abschied genommen hatte (Magdeburg 1708). Auch später kam er noch einmal in einer Abhandlung (De suspicione, Halle 1710) auf dieses Thema zurück und stellte aus seiner Sicht dar, wie unbegründet der gegen ihn gehegte Argwohn gewesen sei, dass er als Universitätslehrer, der schon über die Wissenschaften Kurse gelesen hatte, sich nicht habe bequemen wollen, in den Sprachen und anderen Schulfächern Unterricht zu erteilen. Auch ließ er sich nicht dazu bewegen, die Leitung der Ritterschule wieder zu übernehmen, obwohl ihm glänzende Bedingungen dafür in Aussicht gestellt wurden.
Gottschling begleitete darauf nochmals einen jungen Grafen als Hofmeister nach Magdeburg und Halle. Aber als er kaum in Halle angekommen war, erfuhr er vom Tod seines Vaters und kehrte in seine Heimat zurück. Es wurde ihm die einträgliche Pfarrerstelle in Lobendau angeboten. Er übte jedoch lieber das Lehramt aus und begab sich wieder nach Halle, wo er ab 1709 gut besuchte Vorlesungen über Moral, Beredsamkeit, Geographie und Heraldik hielt. In dieser Zeit verfasste er folgende Schriften:
- Grundlehren aus der deutschen Oratorie, Halle 1709; Brandenburg 1739
- Nachricht von der Stadt Halle und absonderlich von der Universität daselbst, Halle 1709
- Nachricht von der Stadt Frankfurt am Main, Halle 1709
- Nachricht von der Stadt Leipzig und absonderlich von der Universität daselbst, Halle 1709

Die drei letztgenannten Werke behandeln die Geschichte von Halle, Frankfurt und Leipzig und waren vor allem deshalb geschätzt, da sie auch über die in diesen Städten lebenden Gelehrten und deren Schriften Auskunft gaben. Dagegen muss Gottschlings deutsche Übersetzung einer damals vielgelesenen Schrift des Jesuiten Baltasar Gracián nach einer französischen Übersetzung (Balthasar Graciáns Criticón über die allgemeinen Laster der Menschen, 3 Teile, Halle 1710; neue Auflage 3 Teile, ebd. 1721) als eine misslungene Arbeit bezeichnet werden.

### Rektor des Lyzeums von Brandenburg an der Havel
Kaum hatte sich Gottschling in Halle wieder eingebürgert und sich den Weg zu einer ordentlichen Professur geebnet, als er im März 1710 einen Ruf nach der Neustadt Brandenburg an der Havel als Rektor und Bibliothekar des dortigen Lyzeums erhielt. Er trat schon am 16. Juni 1710 sein neues Amt an und bemühte sich, die ihm anvertraute Anstalt zu heben und den Unterricht auf eine den Bedürfnissen der Zeit entsprechende Weise zu regeln, wie sein Entwurf von den Lectionibus, der Disziplin und den übrigen Anstalten in dem Neustadt-Brandenburgischen Lyzeum (Brandenburg 1710; 6 weitere Auflagen bis 1731) zeigt. Da ihm die bis dahin besonders in den oberen Klassen verwendeten Schulbücher nicht genügten, so suchte er sie durch andere von ihm selbst nach eigenen Ansichten bearbeitete zu ersetzen. Hierher gehören u. a:
- Beschreibungen der bedeutendsten Staaten der anderen Kontinente:
  - Staat von Fez und Marokko, Halle 1710
  - Staat von Habessinien, Halle 1711
  - Staat von dem Königreiche Algier in Afrika, Halle 1712
  - Staat von dem Königreiche Tunis, Halle 1712
  - Staat von Tripoli und Barcan, Halle 1712
  - Staat von Ägypten, Halle 1712
  - Staaten von Guinea und Kongo, Halle 1712
  - Staat von Amerika, Halle 1714
  - Staat von Siam, Halle 1714
  - Staat von Japan und den übrigen vornehmsten Inseln in Ostindien, Halle 1716
- Versuch von einer Historie der Landkarten, Halle 1711
- Schulausgaben mehrerer Klassiker:
  - Briefe von Plinius dem Jüngeren, Halle 1721
  - Panegyrikus von Plinius dem Jüngeren, Halle 1722
  - Gedichte des Horaz, Halle 1722
  - Biographien des Cornelius Nepos, Brandenburg 1729
- Übersetzungen von
  - Cornelius Nepos, Halle 1717
  - Sallust, Halle 1719
  - Bücher des Marcus Tullius Cicero von den Pflichten und vom Alter, Halle 1721
- grammatische Schriften:
  - Sententiae, periodi et epistolae classicae, Brandenburg 1721; 4. Auflage, ebd. 1735
  - Classicorum autorum primus, i. e. phrases et sententiae ex Plauto, Brandenburg 1728
  - Syntaxis latinae linguae simplex, Brandenburg 1729
- Recueil de quelques contes divertissants, de quelques entretiens, de plusieurs lettres et quelques maximes de morale, Brandenburg 1714, neue Auflage, ebd. 1721 (für den Französisch-Unterricht)
- Gedanken über den Ursprung des Wortes Lyceum, Brandenburg 1730

Gottschlings literarische Tätigkeit beschränkte sich aber keineswegs auf die Bedürfnisse seiner Schule, sondern dehnte sich auf andere nahe liegende Themen aus. So verfasste er u. a.:
- Andächtige Gedanken der studierenden Jugend, Brandenburg 1721; 3. Auflage, ebd. 1736
- Lebensbeschreibung vier gelehrter und geschickter Edelleute, Jacob Weller von Molsdorf, Wolfgang von Bock, Ehrenfried Walther von Tschirnhaus und H. Alb. von Heugel, Brandenburg 1725
- Historische Nachricht von den Superintendenten und Inspectoribus in der Neustadt Alt-Brandenburg an der Havel, Brandenburg 1727
- Epitaphia quaedam latina in aede S. Catharinae, quae est in nova urbe veteris Brandenburgi, Neubrandenburg 1728; neue Auflage, ebd. 1732
- Lobrede auf J. K. M. Friedrich Wilhelm, Brandenburg 1732
- Beschreibung der Stadt Alt-Brandenburg in der Mittel-Mark, Brandenburg 1732

Unter Gottschlings Rektorat erlangte das Lyzeum von Brandenburg an der Havel durch seine treffliche Einrichtung, durch seine Disziplin und durch die wissenschaftlichen Leistungen seiner Lehrer einen sich immer weiter verbreitenden Ruf. Dadurch stieg die Zahl der Schüler stetig an, und diese stammten nicht nur aus der Mark Brandenburg, sondern auch aus entfernteren Gegenden. Aus dieser Lehranstalt gingen viele tüchtigen Männer des Staates und der Kirche hervor, sodass Gottschling stolz auf den Erfolg seines Wirkens war und, obgleich er anfangs mit Unannehmlichkeiten zu kämpfen hatte, mehrere von anderer Seite ihm unterbreitete glänzende Angebote ablehnen konnte. Er behielt auch deshalb seine Stelle, weil damals in Preußen vergleichsweise große Religionsfreiheit herrschte. Er starb 1739 im Alter von 60 Jahren in Brandenburg an der Havel.

## Nachwirkung
Gottschling regte durch seinen Versuch von einer Historie der Landkarten (1711) eine wissenschaftliche und allmählich auf den richtigen Weg führende Behandlung der Kartografie sowie der Länder- und Völkerkunde an. Dazu trugen auch Eberhard David Haubers Gegenbemerkungen und Erläuterungen (Versuch einer umständlichen Historie der Landkarten, Ulm 1724; Nützlicher Diskurs vom heutigen Zustande der Geographie nebst einem Supplement zu einem Versuche einer Historie der Landkarten, Ulm 1727; Vorschläge zu einer Historie der Geographie und einer aufzurichtenden geographischen Sozietät, Wolfenbüttel 1730) bei, ebenso Gottschlings Erwiderungen (Erste Antwort auf die Einwendungen, welche ihm D. Hauber wider seinen Versuch von einer Historie der Landkarten gemacht hat, Brandenburg 1729; Andere Antworten an D. Hauber und zwar auf desselben Gedanken und Vorschläge, wie die von unterschiedenen Autoren unternommene Historie der Geographie am füglichsten zustande zu bringen, Brandenburg 1731).